# De achtste dag van de week
De achtste dag van de week (Pools: Ósmy dzień tygodnia) is een Pools-Duitse dramafilm uit 1958 onder regie van Aleksander Ford naar het gelijknamige boek van Marek Hłasko. De film werd pas in 1983 voor het eerst vertoond in Polen.

## Verhaal
In het verwoeste Warschau van vlak na de oorlog worden Agnieszka en Piotr verliefd op elkaar. Piotr is zo goed als dakloos en Agnieszka woont in een lelijk huis bij haar ouders. Daardoor vindt het geliefde stelletje geen rust. Uiteindelijk krijgen ze hulp van een journalist.

## Rolverdeling
| Acteur            | Personage  |
| ----------------- | ---------- |
| Sonja Ziemann     | Agnieszka  |
| Zbigniew Cybulski | Piotr      |
| Ilse Steppat      | Moeder     |
| Emil Karewicz     | Zawadzki   |
| Bum Krüger        | Vader      |
| Tadeusz Lomnicki  | Grzegorz   |
| Jan Swiderski     | Journalist |
| Barbara Polomska  | Ela        |
| Leon Niemczyk     | Ciapus     |